# Strichelhäher
Der Strichelhäher (Garrulus lanceolatus), zuweilen auch als Schwarzkopfhäher bezeichnet, ist ein Singvogel aus der Familie der Rabenvögel (Corvidae).

## Merkmale
Strichelhäher erreichen eine Körperlänge von rund 33 Zentimetern und ein Gewicht von 84 bis 104 Gramm. Die Geschlechter unterscheiden sich in der Gefiederfärbung nicht. Die Oberseite ist hell graubraun, der Kopf schwarz. Die Federn auf Stirn und Scheitel können bei Erregung zu einer Haube aufgestellt werden. Von dem ebenfalls schwarz gefärbten Kinn sowie der Kehle heben sich viele schmale weiße Federn ab, die wie eine Strichelung wirken. Brust und Bauch sind rötlich beige gefärbt. Die Flügel sind mehrfarbig. Die kleinen Armdecken sind schwarzbraun, Hand- und Armschwingen hellblau mit schwarzer Querbänderung und einem weißen Fleck in der Mitte. Die langen Schwanzfedern zeigen eine blau-schwarze Querbänderung und weiße Spitzen. Der kurze, kräftige Schnabel ist weißlich. Beine und Füße sind hellgrau. Die Iris ist schwarz mit dunkelrotem Außenring.

## Ähnliche Arten
Der Eichelhäher (Garrulus glandarius) unterscheidet sich durch den hellbraunen, lediglich leicht schwarz gepunkteten Kopf, die weißbraune Kehle, den schwarzen Schnabel sowie die einfarbig schwarzen Schwanzfedern.

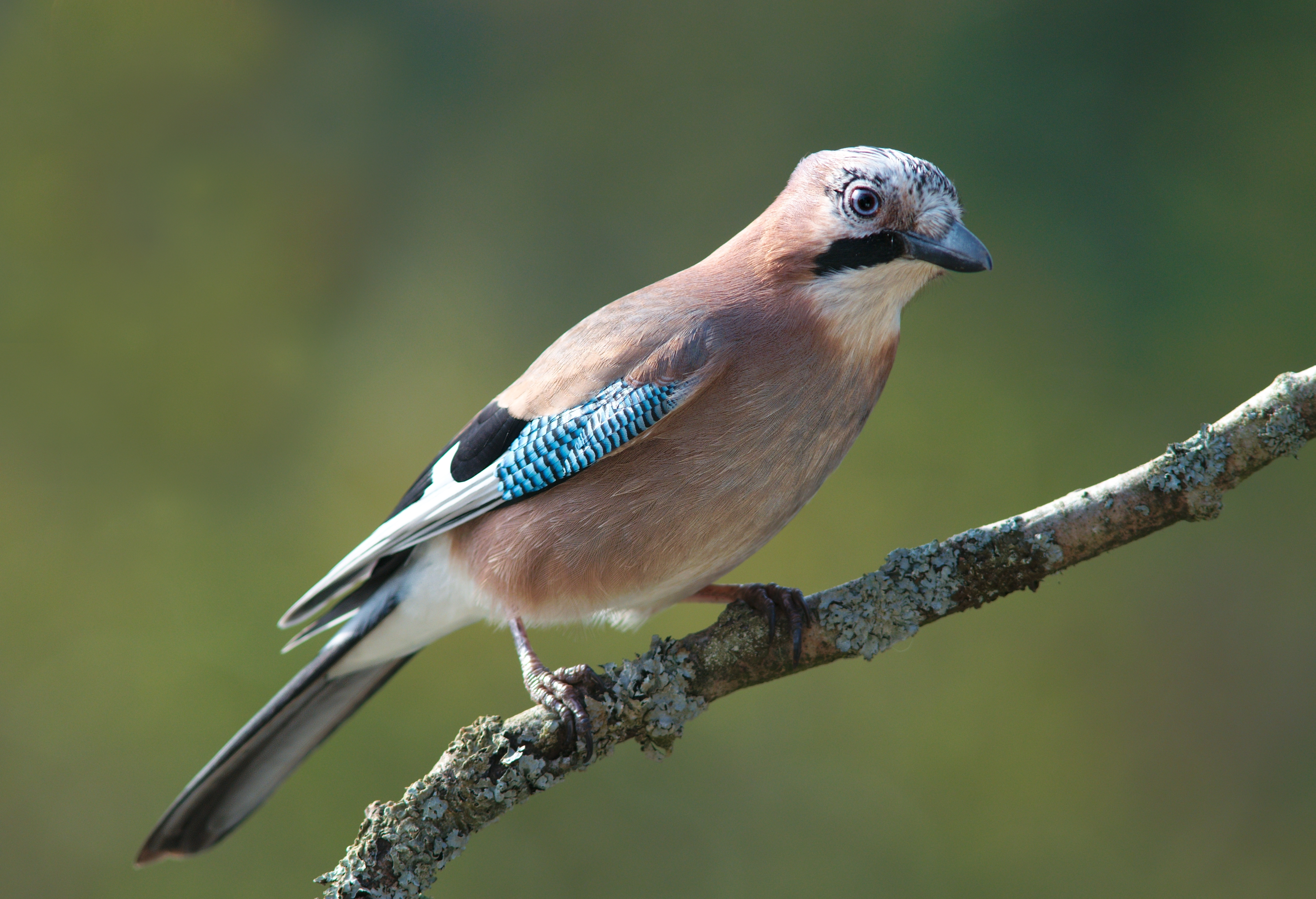
Eichelhäher mit hellbraunem, schwarz gepunktetem Kopf, schwarzem Schnabel und weißbrauner Kehle
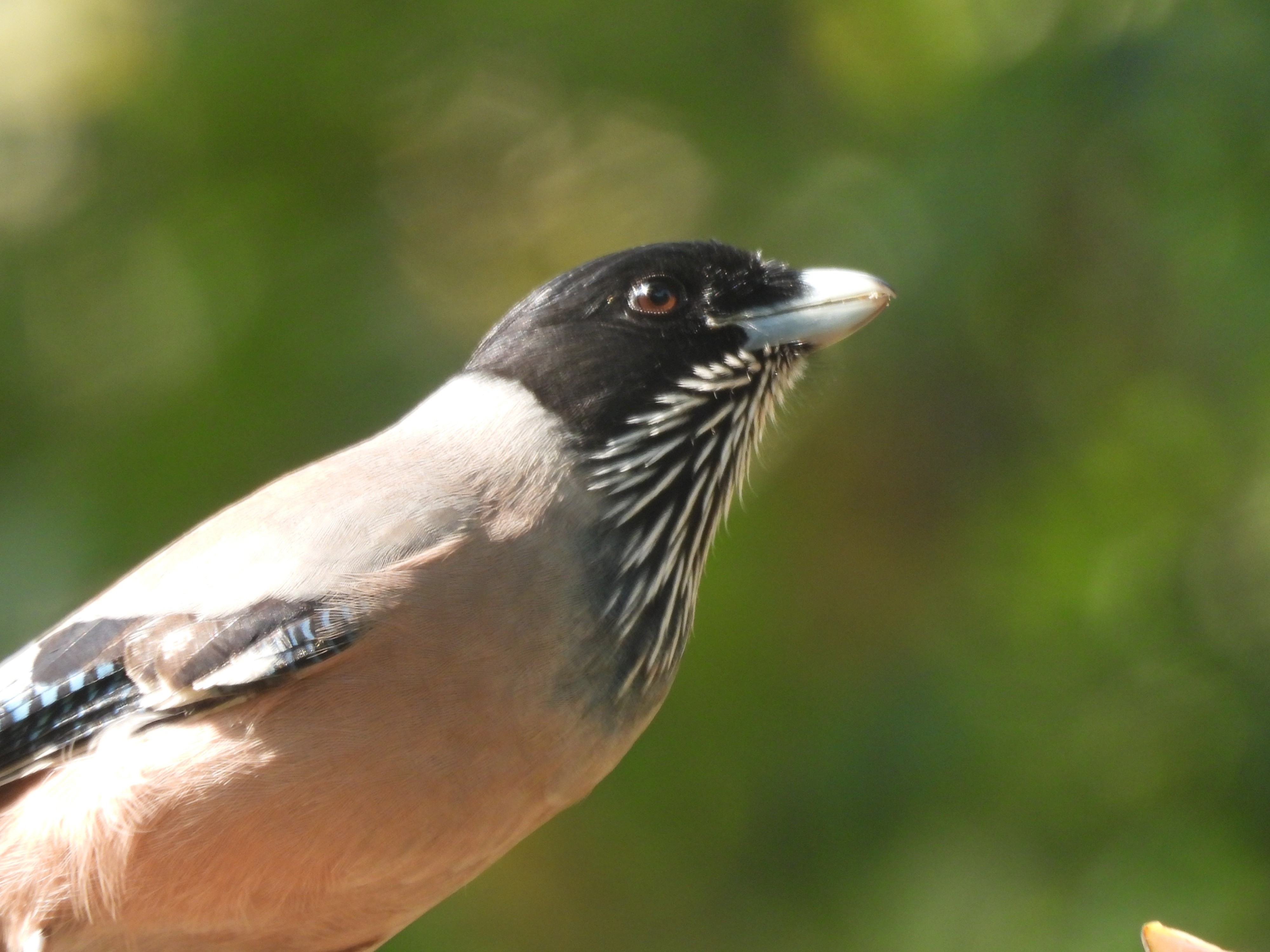
Strichelhäher mit schwarzem Kopf, weißlichem Schnabel und weißgestrichelter schwarzer Kehle
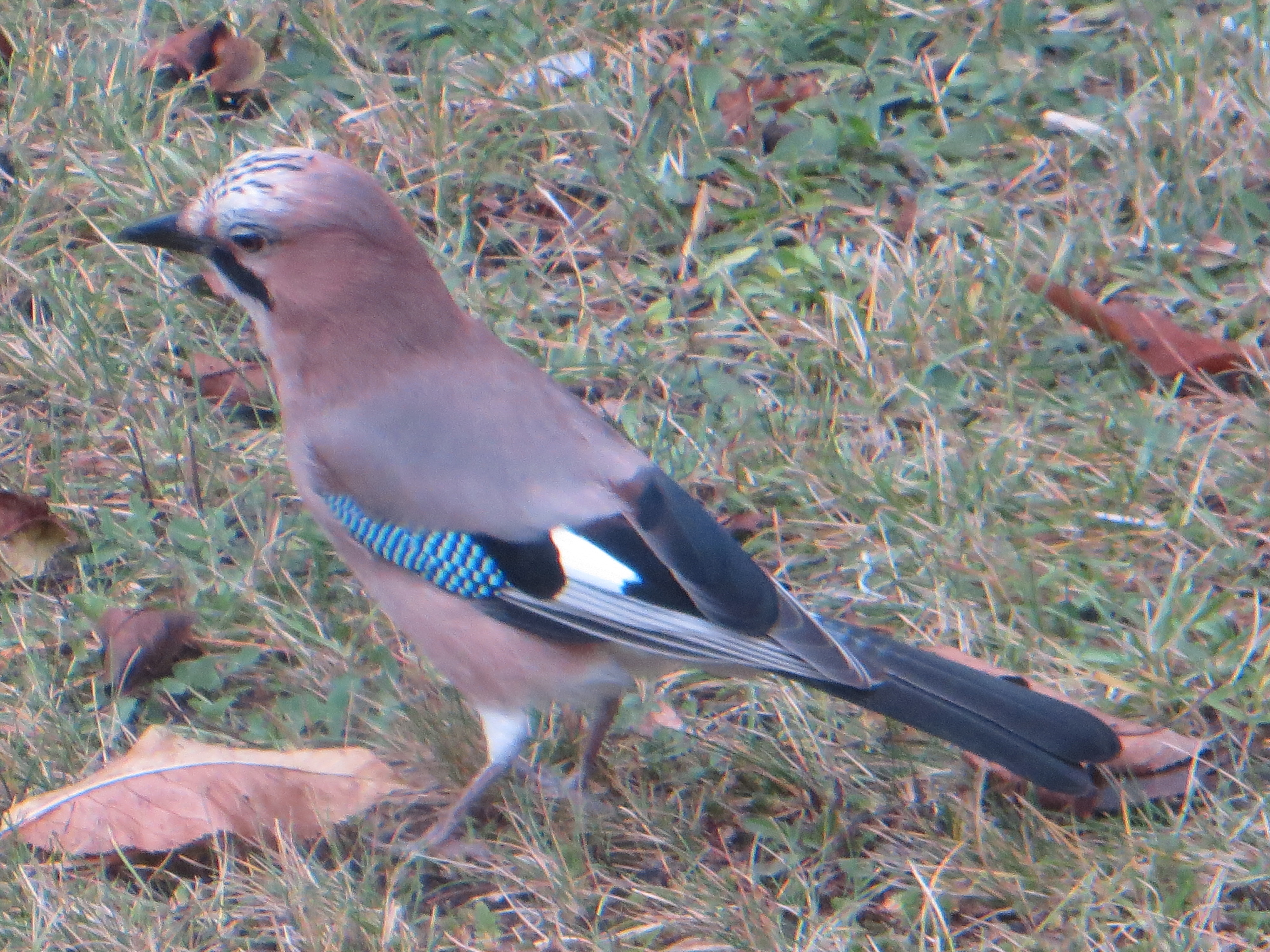
Eichelhäher mit einfarbig schwarzen Schwanzfedern
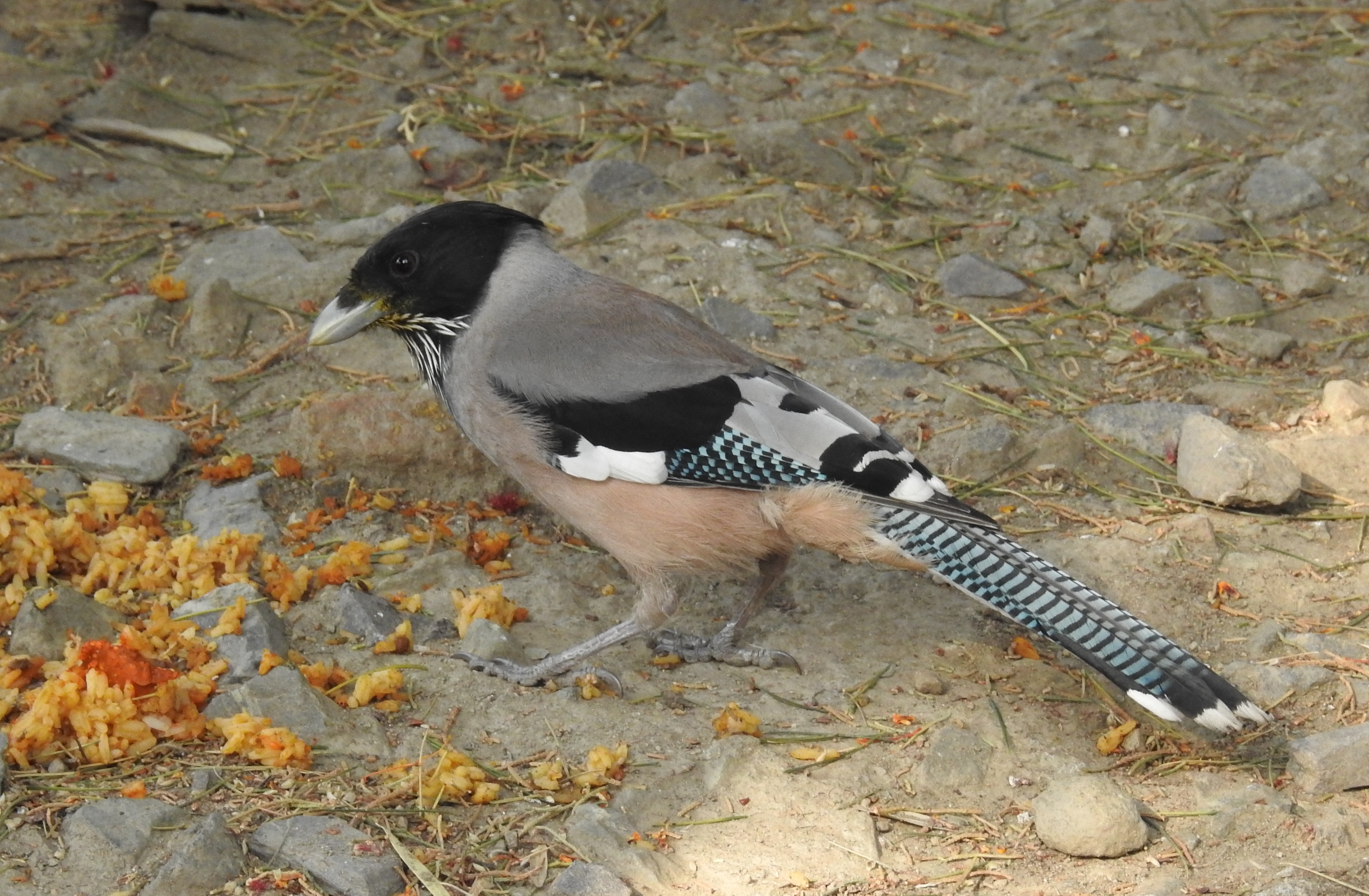
Strichelhäher mit blau und schwarz quergebänderten Schwanzfedern

## Verbreitung, Unterarten und Lebensraum
Das Hauptverbreitungsgebiet des Strichelhähers erstreckt sich vom Osten Afghanistans über den Nordwesten Pakistans bis in die äußeren Bereiche und Täler des westlichen Himalaya sowie durch Kaschmir, Himachal Pradesh, Garhwal und   Uttarakhand bis nach Nepal. Bevorzugter Lebensraum sind Eichen- und Kiefernwälder in Höhen zwischen 570 und 4000 Metern. Die Art ist ebenfalls in Strauchlandschaften sowie in der Nähe von Wohnsiedlungen zu finden. Unterarten werden nicht geführt.

## Lebensweise
Strichelhäher leben meist in Gruppen von 10 bis 15 Individuen, die zusammen auf Futtersuche gehen. Beim Erscheinen eines Fressfeinds, beispielsweise eines Greifvogels, versuchen sie gemeinsam mit aggressiven Flügelschlägen und lauten Alarmrufen diesen zu vertreiben. Diese Verhaltensweisen ist typisch für Arten der Gattung Garrulus, was im Lateinischen „Schwätzer“ bedeutet. Strichelhäher bilden oft auch gemischte Verbände mit anderen Rabenvögeln wie Eichelhäher (Garrulus glandarius), Graubrust-Baumelster (Dendrocitta formosae), Rotschnabelkitta (Urocissa erythroryncha) oder Gelbschnabelkitta (Urocissa flavirostris). Die Häher sind Allesfresser. Sie ernähren sich von Früchten, Nüssen, Wirbellosen, Eidechsen, kleinen Säugetieren, Eiern und Küken kleiner Vögel sowie von Essensresten, die sie aus menschlichen Abfällen herauslesen.
Die Rufe der Strichelhäher sind außerordentlich vielfältig. Sie verfügen über ein umfangreiches Repertoire an Stimmen und Pfiffen, deren Bedeutungen schwer zuzuordnen sind. Nur wenige Studien beschreiben diese Lautäußerungen in freier Wildbahn, daher stammen die meisten Informationen aus Beobachtungen von Vögeln in Gefangenschaft. Sie sind auch in der Lage viele andere Stimmen, wie die Rufe anderer Vogelarten, menschliches Pfeifen oder das Bellen eines Hundes zu imitieren.
Die Brutperiode fällt in die Monate April und Mai. Das Nest wird von beiden Geschlechtern gebaut. Es ist tassenförmig und wird aus Zweigen, Wurzeln, Grashalmen sowie Tierhaaren angelegt und normalerweise in der Astgabel eines Baumes oder großen Strauchs am Waldrand positioniert. Ein Gelege besteht aus drei bis fünf Eiern, das 16 Tage lang nur vom Weibchen bebrütet wird. Während dieser Zeit wird es vom Männchen mit Nahrung versorgt. Die Nestlingszeit beträgt 20 Tage.

## Gefährdung
Obwohl die Bestände des Strichelhähers in einigen Regionen im Rückgang begriffen sind, wird die Art von der Weltnaturschutzorganisation IUCN als „least concern = nicht gefährdet“ geführt.